# Movrač
 Movrač  falu Horvátországban Krapina-Zagorje megyében. Közigazgatásilag Kraljevec na Sutlihoz tartozik.

## Fekvése
Zágrábtól 32 km-re északnyugatra, községközpontjától  1 km-re délre a Zagorje területén, a Szutla völgyében, a megye délnyugati részén, a szlovén határ mellett fekszik.

## Története
A falunak 1857-ben 242, 1910-ben 331 lakosa volt. Trianonig Varasd vármegye Klanjeci járásához tartozott. 2001-ben 139 lakosa volt.

## Külső hivatkozások
Kraljevec na Sutli község hivatalos oldala